# EHF European Cup (femminile)
L'EHF European Cup è una competizione di pallamano continentale organizzata dalla EHF. Si tratta della terza competizione EHF di prestigio per squadre femminili. Il torneo venne istituito nel 1993 con la denominazione di City Cup. Nel 2000 la competizione venne rinominata EHF Challenge Cup, mantenendo questo nome fino al 2020 quando venne nuovamente rinominata in EHF European Cup.

## Formato
La competizione viene organizzata come un torneo a eliminazione diretta. La partecipazione alla competizione avviene sulla base del coefficiente EHF, con l'accesso consentito alle squadre appartenenti alle federazioni classificate dal decimo posto in poi. Nei turni preliminari le squadre possono partire da un turno successivo in base al coefficiente EHF della federazione di appartenenza. Tutti i turni, inclusa la finale, si disputano su partite di andata e ritorno, e passa il turno la squadra col maggior numero di reti segnate; se queste sono pari, passa il turno la squadra col maggior numero di reti segnate in trasferta, altrimenti il passaggio del turno viene deciso dai tiri di rigore.

## Albo d'oro
| Edizione                                                        | Data finali                                            | Vincitore                                              | Punteggio                                              | Finalista                                              |
| --------------------------------------------------------------- | ------------------------------------------------------ | ------------------------------------------------------ | ------------------------------------------------------ | ------------------------------------------------------ |
| Dal 1993 al 2000 la competizione è denominata City Cup          |                                                        |                                                        |                                                        |                                                        |
| 1993-94                                                         | Andata: 7 maggio 1994 Ritorno: 15 maggio 1994          | Buxtehuder                                             | 45 - 43 (andata: 22-21; ritorno: 23-22)                | Bækkelagets SK                                         |
| 1994-95                                                         | Andata: 30 aprile 1995 Ritorno: 6 maggio 1995          | Rotor Volgograd                                        | 48 - 39 (andata: 24-19; ritorno: 24-20)                | Vasas Budapest                                         |
| 1995-96                                                         | Andata: 5 maggio 1996 Ritorno: 11 maggio 1996          | Zalău                                                  | 52 - 52 (andata: 23-15; ritorno: 19-27)                | Gjerpen                                                |
| 1996-97                                                         | Andata: 3 maggio 1997 Ritorno: 9 maggio 1997           | Francoforte                                            | 55 - 49 (andata: 29-25; ritorno: 26-24)                | Ikast FS                                               |
| 1997-98                                                         | Andata: 9 maggio 1998 Ritorno: 16 maggio 1998          | Ikast FS                                               | 56 - 44 (andata: 27-22; ritorno: 29-22)                | Francoforte                                            |
| 1998-99                                                         | -                                                      | ŽORK Napredak Kruševac                                 | -                                                      | Van Riet Nieuwegein                                    |
| 1999-00                                                         | Andata: 20 maggio 2000 Ritorno: 28 maggio 2000         | Rapid Bucarest                                         | 56 - 51 (andata: 30-25; ritorno: 26-26)                | Randers                                                |
| Dal 2000 al 2020 la competizione è denominata EHF Challenge Cup |                                                        |                                                        |                                                        |                                                        |
| 2000-01                                                         | Andata: 5 maggio 2001 Ritorno: 13 maggio 2001          | HBC Nîmes                                              | 40 - 34 (andata: 22-18; ritorno: 18-16)                | Split Kaltenberg                                       |
| 2001-02                                                         | Andata: 11 maggio 2002 Ritorno: 19 maggio 2002         | Universitatea Remin Deva                               | 45 - 43 (andata: 24-16; ritorno: 21-27)                | Buxtehuder                                             |
| 2002-03                                                         | Andata: 15 maggio 2003 Ritorno: 22 maggio 2003         | Borussia Dortmund                                      | 45 - 43 (andata: 24-16; ritorno: 21-27)                | Selmont Baia Mare                                      |
| 2003-04                                                         | Andata: 15 maggio 2004 Ritorno: 22 maggio 2004         | 1. FC Norimberga                                       | 58 - 56 (andata: 29-23; ritorno: 29-33)                | Universitatea Remin Deva                               |
| 2004-05                                                         | Andata: 15 maggio 2005 Ritorno: 22 maggio 2005         | Bayer Leverkusen                                       | 52 - 50 (andata: 27-28; ritorno: 25-22)                | Cercle Dijon Bourgogne                                 |
| 2005-06                                                         | Andata: 14 maggio 2006 Ritorno: 21 maggio 2006         | Rulmentul Braşov                                       | 55 - 46 (andata: 30-22; ritorno: 25-24)                | Tomis Constanţa                                        |
| 2006-07                                                         | Andata: 12 maggio 2007 Ritorno: 20 maggio 2007         | Naisa Niš                                              | 53 - 53 (andata: 23-32; ritorno: 30-21)                | Univ. Jolidon Cluj Napoca                              |
| 2007-08                                                         | Andata: 18 maggio 2008 Ritorno: 24 maggio 2008         | Oldenburg                                              | 60 - 51 (andata: 31-25; ritorno: 29-26)                | Mérignac                                               |
| 2008-09                                                         | Andata: 10 maggio 2009 Ritorno: 16 maggio 2009         | HBC Nîmes                                              | 56 - 47 (andata: 26-22; ritorno: 30-25)                | Thüringer                                              |
| 2009-10                                                         | Andata: 16 maggio 2010 Ritorno: 23 maggio 2010         | Buxtehuder                                             | 68 - 54 (andata: 40-28; ritorno: 28-26)                | Frisch Auf Göppingen                                   |
| 2010-11                                                         | Andata: 8 maggio 2011 Ritorno: 15 maggio 2011          | Mios Biganos                                           | 61 - 55 (andata: 31-26; ritorno: 30-29)                | Muratpaşa BSK                                          |
| 2011-12                                                         | Andata: 6 maggio 2012 Ritorno: 12 maggio 2012          | Le Havre                                               | 63 - 57 (andata: 36-27; ritorno: 27-30)                | Muratpaşa BSK                                          |
| 2012-13                                                         | Andata: 5 maggio 2013 Ritorno: 12 maggio 2013          | Baník Most                                             | 46 - 41 (andata: 20-24; ritorno: 26-17)                | Samobor                                                |
| 2013-14                                                         | Andata: 3 maggio 2014 Ritorno: 11 maggio 2014          | H 65 Höör                                              | 42 - 42 (andata: 19-21; ritorno: 23-21)                | Issy Paris Hand                                        |
| 2014-15                                                         | Andata: 3 maggio 2015 Ritorno: 12 maggio 2015          | Mios Biganos-Bègles                                    | 49 - 44 (andata: 21-20; ritorno: 28-24)                | Pogoń Stettino                                         |
| 2015-16                                                         | Andata: 30 aprile 2016 Ritorno: 7 maggio 2016          | Gran Canaria                                           | 62 - 54 (andata: 29-25; ritorno: 33-29)                | Kastamonu BGSK                                         |
| 2016-17                                                         | Andata: 7 maggio 2017 Ritorno: 13 maggio 2017          | Lokomotiva Zagabria                                    | 47 - 40 (andata: 23-19; ritorno: 24-21)                | H 65 Höör                                              |
| 2017-18                                                         | Andata: 6 maggio 2018 Ritorno: 13 maggio 2018          | MKS Lublin                                             | 49 - 45 (andata: 22-22; ritorno: 27-23)                | Gran Canaria                                           |
| 2018-19                                                         | Andata: 5 maggio 2019 Ritorno: 12 maggio 2019          | Gran Canaria                                           | 53 - 47 (andata: 30-23; ritorno: 23-24)                | Pogoń Stettino                                         |
| 2019-20                                                         | Edizione annullata a causa della pandemia di COVID-19. | Edizione annullata a causa della pandemia di COVID-19. | Edizione annullata a causa della pandemia di COVID-19. | Edizione annullata a causa della pandemia di COVID-19. |
| Dal 2020 la competizione è denominata EHF European Cup          |                                                        |                                                        |                                                        |                                                        |
| 2020-21                                                         | Andata: 1º maggio 2021 Ritorno: 8 maggio 2021          | Málaga Costa del Sol                                   | 60 - 59 (andata: 32-28; ritorno: 28-31)                | Lokomotiva Zagabria                                    |
| 2021-22                                                         | Andata: 8 maggio 2022 Ritorno: 14 maggio 2022          | Gran Canaria                                           | 46 - 46 (gfc) (andata: 21-17; ritorno: 25-29)          | Málaga Costa del Sol                                   |
| 2022-23                                                         | Andata: 30 aprile 2023 Ritorno: 7 maggio 2023          | Antalya Konyaaltı                                      | 50 - 43 (andata: 17-23; ritorno: 33-20)                | Atlético Guardés                                       |
| 2023-24                                                         | Andata: 19 maggio 2024 Ritorno: 24 maggio 2024         | Elche                                                  | 50 - 42 (andata: 22-20; ritorno: 28-22)                | Iuventa Michalovce                                     |

## Statistiche

### Edizioni vinte e secondi posti per squadra
| Squadra                   | Vittorie | Secondi posti | Anni vittorie    | Anni secondi posti |
| ------------------------- | -------- | ------------- | ---------------- | ------------------ |
| Gran Canaria              | 3        | 1             | 2016, 2019, 2022 | 2018               |
| Buxtehuder                | 2        | 1             | 1994, 2010       | 2002               |
| HBC Nîmes                 | 2        | 0             | 2001, 2009       | -                  |
| Mios Biganos-Bègles       | 2        | 0             | 2011, 2015       | -                  |
| Francoforte               | 1        | 1             | 1997             | 1998               |
| Ikast FS                  | 1        | 1             | 1998             | 1997               |
| Universitatea Remin Deva  | 1        | 1             | 2002             | 2004               |
| H 65 Höör                 | 1        | 1             | 2014             | 2017               |
| Lokomotiva Zagabria       | 1        | 1             | 2017             | 2021               |
| Málaga Costa del Sol      | 1        | 1             | 2021             | 2022               |
| Rotor Volgograd           | 1        | 0             | 1995             | -                  |
| Zalău                     | 1        | 0             | 1996             | -                  |
| ŽORK Napredak Kruševac    | 1        | 0             | 1999             | -                  |
| Rapid Bucarest            | 1        | 0             | 2000             | -                  |
| Borussia Dortmund         | 1        | 0             | 2003             | -                  |
| 1. FC Norimberga          | 1        | 0             | 2004             | -                  |
| Bayer Leverkusen          | 1        | 0             | 2005             | -                  |
| Rulmentul Braşov          | 1        | 0             | 2006             | -                  |
| Naisa Niš                 | 1        | 0             | 2007             | -                  |
| Oldenburg                 | 1        | 0             | 2008             | -                  |
| Le Havre                  | 1        | 0             | 2012             | -                  |
| Baník Most                | 1        | 0             | 2013             | -                  |
| MKS Lublin                | 1        | 0             | 2018             | -                  |
| Antalya Konyaaltı         | 1        | 0             | 2023             | -                  |
| Elche                     | 1        | 0             | 2024             | -                  |
| Muratpaşa BSK             | 0        | 2             | -                | 2011, 2012         |
| Pogoń Stettino            | 0        | 2             | -                | 2015, 2019         |
| Bækkelagets SK            | 0        | 1             | -                | 1994               |
| Vasas Budapest            | 0        | 1             | -                | 1995               |
| Gjerpen                   | 0        | 1             | -                | 1996               |
| Van Riet Nieuwegein       | 0        | 1             | -                | 1999               |
| Randers                   | 0        | 1             | -                | 2000               |
| Split Kaltenberg          | 0        | 1             | -                | 2001               |
| Selmont Baia Mare         | 0        | 1             | -                | 2003               |
| Cercle Dijon Bourgogne    | 0        | 1             | -                | 2005               |
| Tomis Constanţa           | 0        | 1             | -                | 2006               |
| Univ. Jolidon Cluj Napoca | 0        | 1             | -                | 2007               |
| Mérignac                  | 0        | 1             | -                | 2008               |
| Thüringer                 | 0        | 1             | -                | 2009               |
| Frisch Auf Göppingen      | 0        | 1             | -                | 2010               |
| Samobor                   | 0        | 1             | -                | 2013               |
| Issy Paris Hand           | 0        | 1             | -                | 2014               |
| Kastamonu BGSK            | 0        | 1             | -                | 2016               |
| Atlético Guardés          | 0        | 1             | -                | 2023               |
| Iuventa Michalovce        | 0        | 1             | -                | 2024               |

### Edizioni vinte e secondi posti per nazione
| Nazione     | Vittorie | Finali perse | Totale |
| ----------- | -------- | ------------ | ------ |
| Germania    | 7        | 4            | 11     |
| Francia     | 5        | 3            | 8      |
| Spagna      | 5        | 3            | 8      |
| Romania     | 4        | 4            | 8      |
| Serbia      | 2        | 0            | 2      |
| Danimarca   | 1        | 2            | 3      |
| Croazia     | 1        | 3            | 4      |
| Turchia     | 1        | 3            | 4      |
| Polonia     | 1        | 2            | 3      |
| Svezia      | 1        | 1            | 2      |
| Russia      | 1        | 0            | 1      |
| Rep. Ceca   | 1        | 0            | 1      |
| Norvegia    | 0        | 2            | 2      |
| Ungheria    | 0        | 1            | 1      |
| Paesi Bassi | 0        | 1            | 1      |
| Slovacchia  | 0        | 1            | 1      |